# Кризис на Бесконечных Землях
Кризис на Бесконечных Землях (англ. Crisis on Infinite Earths) — ограниченная кроссовер-серия комиксов из 12 выпусков, выпущенная издательством DC Comics в 1985—1986 годах. Серия получила название «макси-серия из 12 частей», так как внесла значительные изменения во вселенную DC и 50-летнюю концепцию повествования посредством отмены Мультивселенной — бесконечного множества параллельных миров, после чего все серии DC Comics были «перезапущены». Серия была написана Марвом Вольфманом и иллюстрирована Джорджем Пересом и командой из нескольких художников. Серия является одной из важнейших во вселенной DC: кроме отмены альтернативных миров, во время её событий погибли некоторые известные персонажи, такие как Супердевушка и Флэш Барри Аллен. Впоследствии при описании событий вселенной DC было принято обозначать докризисный и посткризисный периоды, беря Кризис на Бесконечных Землях за отправную точку.
Название серии было вдохновлено ранними кроссоверами с участием некоторых параллельных вселенных, таких как «Кризис на Земле-2» (англ. Crisis on Earth-Two) и «Кризис на Земле-3» (англ. Crisis on Earth-Three). В свою очередь, название серии вдохновило несколько последующих сюжетов DC — Нулевой час: Кризис времени (англ.  Zero Hour: Crisis in Time) (1994), Кризис Личности (англ. Identity Crisis) (2004), Бесконечный Кризис (англ. Infinite Crisis) (2005—2006) и Финальный Кризис (англ. Final Crisis) (2008). В серии участвует практически каждый значимый персонаж DC Comics, а также их альтернативные версии.

## Предыстория

### Нестыковки в сюжете
До Кризиса на Бесконечных Землях издательство DC Comics неоднократно ссылалось на нестыковки в биографиях персонажей, которые всё чаще начали появляться после введения альтернативных миров Мультивселенной. Не было ни одного персонажа, биография которого была бы полностью согласована и не имела белых пятен. Например, Супермен — один из старейших супергероев, единственный выживший с планеты Криптон — изначально не умел летать, а мог совершать сверхдальние прыжки. Это объяснялось тем, что гравитация Земли и Криптона различна и потому его способности на Земле выглядят сверхчеловеческими, а на Криптоне они были бы обычными. После он начал летать, что не согласовывалось с данным ранее описанием, а позже создатели объяснили это воздействием жёлтого солнца Солнечной системы, которое действовало на него иначе, чем красное солнце Криптона, тем самым создателям пришлось изобретать более сложную историю его происхождения. Со временем добавилась Супергёрл. Это ещё больше размыло его оригинальную биографию, которая строилась на том, что он — единственный выживший со своей планеты.
Вопросы возникали и в сюжетных линиях о Бэтмене, который не старел, несмотря на то, что он был обычным землянином без сверхспособностей. Со Второй Мировой Войны до 1980-х годов его возраст почти не изменился, в то время как его напарник Робин от школьника вырос во взрослого тридцатилетнего парня. В сериях о Флэше, Атоме, Зелёном Фонаре и других персонажах тоже встречались нестыковки, и часто это зависело от сценариста — каждый новый писатель зачастую привносил в серию что-то своё.

### Введение Мультивселенной
Попытка объяснить несогласованность сюжета была предпринята DC Comics в 1961 году. Издательство начало делать первые шаги к созданию Мультивселенной, что отражено в сюжете «Флэш двух миров» (англ. Flash of Two Worlds), в котором выясняется, что Флэш Барри Аллен проживал на Земле-1, а Флэш Джей Гаррик — на Земле-2. Барри Аллену с помощью своих способностей удалось пересечь вибрационное поле, разделяющее две вселенные, и встретиться со своим предшественником, которого он считал вымышленным персонажем, так как в его вселенной Земля-1 выпускались комиксы, главным персонажем которых был Флэш Земли-2 Джей Гаррик. Встреча положила начало новой концепции повествования в комиксах DC, введя Мультивселенную — бесконечное множество параллельных миров, существующих в одном физическом пространстве, но разделённых вибрационным полем. Это давало писателям определённую творческую свободу и возможность изменять происхождение персонажей с точки зрения событий, которые могли бы произойти. Позже появились другие альтернативные миры, к примеру Земля-3, в которой жили отрицательные версии супергероев Земли-2, или же миры, в которых история текла иным образом — например мир, в котором президент Джон Уилкс Бут был убит актёром Авраамом Линкольном, или мир Земля-Прайм, где в качестве одного из персонажей появился редактор DC Юлиус Шварц.

### Введение Кризиса
Кризис на Бесконечных Землях изначально был задуман как новый сюжет в рамках празднования 50-летия издательства DC Comics, но Марв Вольфман и Лен Уэйн видели в этом представившийся шанс «очистить» довольно запутанную историю DC, «перезапустив» все серии с нуля. Термин «кризис» был выбран из-за устоявшейся традиции называть так межпространственные кроссоверы, например сюжет «Кризис на Земле-2» (англ. Crisis on Earth-Two), в котором Лига справедливости работала вместе со своими предшественниками из Золотого века, Обществом справедливости Америки.
Предпосылки к началу Кризиса появлялись во всех сериях DC в течение года, предшествовавшего его официальному старту. В это время появился один из главных героев предстоящего кроссовера — Монитор, хотя его конкретное описание не давалось — он был описан как злодей, личность его была скрыта, и лицо не изображалось.
Кроссовер стал успешным в плане маркетинга: он привлёк новых читателей серии, которые могли опустить знакомство с предыдущими сериями, которые выходили в течение 50 лет, так как все они были обнулены и начаты заново. Один из лозунгов Кризиса: «Вселенная DC никогда не будет прежней». Наряду с другими произведениями того времени — графическим романом Алана Мура «Хранители», Френка Миллера «Batman: The Dark Knight Returns» — «Кризис на Бесконечных Землях» стал коммерчески успешным и способствовал творческой активизации DC Comics. Кроме того, серия принесла известность самому понятию «кроссовер», который до этого выпускался только Marvel Comics — Contest of Champions (1983) и Secret Wars (1984). После Кризиса в издательствах Marvel и DC появилось такое понятие, как «летний кроссовер», который стал выпускаться часто и связывал персонажей нескольких серий в одной сюжетной линии.

## Сюжет
Сюжет начинается со знакомства с двумя персонажами — Монитором и Антимонитором, первый — на стороне добра, второй — на стороне зла. Антимонитор был создан в результате того же эксперимента, который привел к созданию Мультивселенной — вмешательства бывшего Стража Вселенной Кроны в Большой взрыв, породивший Вселенную. Монитор же появлялся ещё до официального начала событий и изначально был представлен как суперзлодей, во время Кризиса он всеми силами старался спасти Мультивселенную от разрушения Антимонитором вместе с другими персонажами DC Comics. Монитор стал руководителем команды и занимался объединением выживших жителей других альтернативных земель, чтобы защитить оставшиеся земли от антивещества, посредством которого Антимонитор уже уничтожил несколько альтернативных миров. Конфликт достиг таких масштабов, что в нём участвовал почти каждый персонаж DC Comics.

Смерть Супердевушки. Crisis on Infinite Earths #7 (октябрь, 1985 год)

Монитор был убит своей помощницей, Предвестницей, но позже выяснилось, что это был один из её клонов, созданных Антимонитором. Монитор ожидал нападения на себя и был готов, зная, что его смерть высвободит количество энергии, достаточное для защиты пяти оставшихся миров, чтобы выжившие герои успели подготовить план нападения на Антимонитора. Группа под руководством Предвестницы, Александра Лютора-младшего и Пария нападают на злодея, и он вынужден отступить, но во время схватки погибает Супергёрл.
Наступившее затишье в войне даёт героям некоторое время для передышки, в то время как злодеи объединяются под командованием Брейниака (который убивает Александра Лютора с Земли-2, чтобы захватить лидерство) и Лекса Лютора. В то же время Антимонитор заставляет Психопирата воздействовать на жителей нескольких альтернативных миров и манипулировать их эмоциями при помощи своих способностей. Флэш Барри Аллен погибает, пытаясь разрушить построенную Антимонитором схему, которая уничтожила бы остальные миры при помощи антиматерии. В конфликт вмешивается Спектр, который сообщает и героям, и злодеям, что Антимонитор намерен переместиться назад во времени и вмешаться в создание Мультивселенной. Герои вынуждены объединиться со злодеями и отправиться на планету Оа, где в прошлом один из Стражей Вселенной Крона совершил вмешательство в Большой взрыв, породивший Вселенную, тем самым создав Мультивселенную.
На Оа им удаётся задержать Антимонитора, который не успевает помешать Кроне, и тот проделывает свой эксперимент. Во время схватки с Антимонитором Спектр создаёт энергетическую перегрузку, которая приводит к разрушению пространства и времени. Вместо бесконечного числа вселенных создается только одна, и все возвращаются в настоящее время. Так как все герои были родом из пяти различных альтернативных миров, образовавшаяся вселенная сочетала в себе элементы всех пяти вселенных. Никто из тех, кто присутствовал на битве в прошлом времени и застал пространственную перегрузку, не помнил ни о существовании Мультивселенной, ни о прошедших событиях.
Во время последней попытки Антимонитора перенести Землю в Антиматериальную вселенную он становится жертвой спланированной контратаки группы супергероев — Супермена (Кал-Л) с Земли-2, Александра Лютора-младшего с Земли-3 и Супербоя с Земли-Прайм, а также Дарксайда — одного из Новых богов, который присоединился к ним в последний момент. Антимонитор, столкнувшись со звездой, погибает, а Александр Лютор отправляет себя, Супербоя, Супермена с Земли-2 и Лоис Лейн с Земли-2 в рай.
Спустя некоторое время после Кризиса новым Флэшем становится Уолли Уэст, а Психопират, который находится в психиатрической больнице Arkham Asylum, разговаривает сам с собой:

«Я единственный, кто помнит о существовании Бесконечных Земель. Видите ли, я знаю правду. Я помню всё, что произошло, и не собираюсь забывать. Миры жили, миры погибли. Ничто никогда не станет прежним. Но эти дни были великими для меня… В старые добрые времена у меня был хороший друг, правда. Это был Антимонитор. Он собирался дать мне мир, где я буду править. Теперь и его нет. Но это нормально. Видите ли, люблю вспоминать прошлое, потому что тогда были лучшие времена, чем сейчас. Я имею в виду, что я предпочел бы жить в прошлом, нежели в настоящем, а вы? Я имею в виду, что больше не будет ничего определённого. Больше не будет ничего предсказуемого, как это было раньше. В эти дни… в-вы просто не знаете, кто умрёт… а кто будет жить».Оригинальный текст (англ.)«I'm the only one left who remembers the Infinite Earths. You see, I know the truth. I remember all that happened, and I'm not going to forget. Worlds lived, worlds died. Nothing will ever be the same. But those were great days for me... I had a good friend in the good old days, really. He was the Anti-Monitor. He was going to give me a world to rule. Now he's gone, too. But that's okay with me. You see, I like to remember the past because those were better times than now. I mean, I'd rather live in the past than today, wouldn't you? I mean, nothing's ever certain anymore. Nothing's ever predictable like it used to be. These days... y-you just never know who's going to die... and who's going to live.»— Психопират, Сrisis on Infinite Earths #12. стр. 42

### Возможные альтернативные окончания
По словам Джорджа Переса в интервью журналу Wizard в 1994 году, Крис Клэрмонт предположил, что Супермен Земли-1 погиб в финальной битве с Антимонитором в выпуске № 12. После того как Антимонитор погиб, Кал-Л, Супермен с Земли-2, понимает, что он остался один — его Земли не существует и Лоис тоже, и что он остался единственным Суперменом на теперь уже единственной Земле. Потом он смывает грим с лица и волос со словами «Он больше не нужен» и объясняет, что он прекратил стареть, когда достиг пика своей силы, и специально накладывал грим, чтобы выглядеть старше. Вместе с другими героями он возвращается на Землю и принимает на себя обязанности Супермена Земли-1.
Этот вариант был использован в ограниченной серии «The Man of Steel», которая знаменует возвращение «оригинального супергероя», только уже под именем Кал-Л, вместо прошлого Кал-Эл (которое теперь уже снова возвращено). Новый Супермен начинает свою жизнь на посткризисной Земле, которая незначительно отличается от прошлой. Позже от этой версии решили отказаться, и Джон Бирн подготовил свою версию серии The Man of Steel.

### Погибшие во время Кризиса
Следующие персонажи были явно показаны погибшими во время событий Кризиса на Бесконечных Землях (персонажи без уточнения в скобках происходят с Земли-1):

| - Александр Лютор-младший (Земля-3) - Лоис Лейн-Лютор (Земля-3) - Алексей Лютор (Земля-2) - Энгл Мэн - Аквагёрл - Анти-монитор (Антиматериальная Вселенная) - Жукоглазый Бандит - Глиноликий (Мэтт Хейген) - Преступный Синдикат Америки - Голубь (Дон Холл) - Фермер-бой (под псевдонимом Цветок) - Флэш (Барри Аллен) - Зелёная стрела (Земля-2) - Охотница (Земля-2) - Сосулька - Бессмертный Человек - Альянс Справедливости (Земля-D) - Кид Психо из Легиона Супергероев - Джонни Куик (Земля-3) | - Коул - Лори Лемарис - Лорд Ворт (Земля-6) - Неудачники (Джонни Куд, Наводчик, Сержант и Капитан Сторм) - Магистр Зеркал (Сэм Скаддер) - Монитор - Ночной Ястреб - Принц Ра-Ман - Принцесса Ферн (Земля-6) - Псимон - Робин (Земля-2) - Лига Справедливости, созданная Мохнатым Человеком - Стармэн (Принц Гевин) - Супердевушка - Десятиглазый человек - Чудо-женщина - Ультрамен (Земля-3) |

### Новые персонажи и изменения
Во время Кризиса появилось несколько новых персонажей. Ассистентка Монитора Предвестница и учёный Пария сыграли важную роль в сюжете. Как одна из выживших героев с одной из пяти разрушенных земель появилась Леди Кварк, а также Голубой Жук, бывший персонаж «Charlton Comics», стал частью вселенной DC. После смерти Барри Аллена костюм Флэша перешёл к бывшему Кид Флэшу Уолли Уэсту. Джона Хэкс попал в постапокалиптическое будущее, но такое изменение серии не нашло популярности и впоследствии он был возвращён на Дикий Запад. Стражи Вселенной отправились в неизвестное измерение, а Корпус Зелёных Фонарей был реорганизован и базировался на Земле вместе с Хэлом Джорданом и новой командой Фонарей.

## Экранизация
В 2019-2020 году на телеканале The CW вышел пятисерийный кроссовер "Кризис на Бесконечных Землях". Кроссовер состоял из серий сериалов "Супергёрл", "Бэтвумен", "Флэш", "Стрела" и "Легенды завтрашенего дня"